# 瓦里尼
02°59′24″S 65°06′28″W / 2.99000°S 65.10778°W

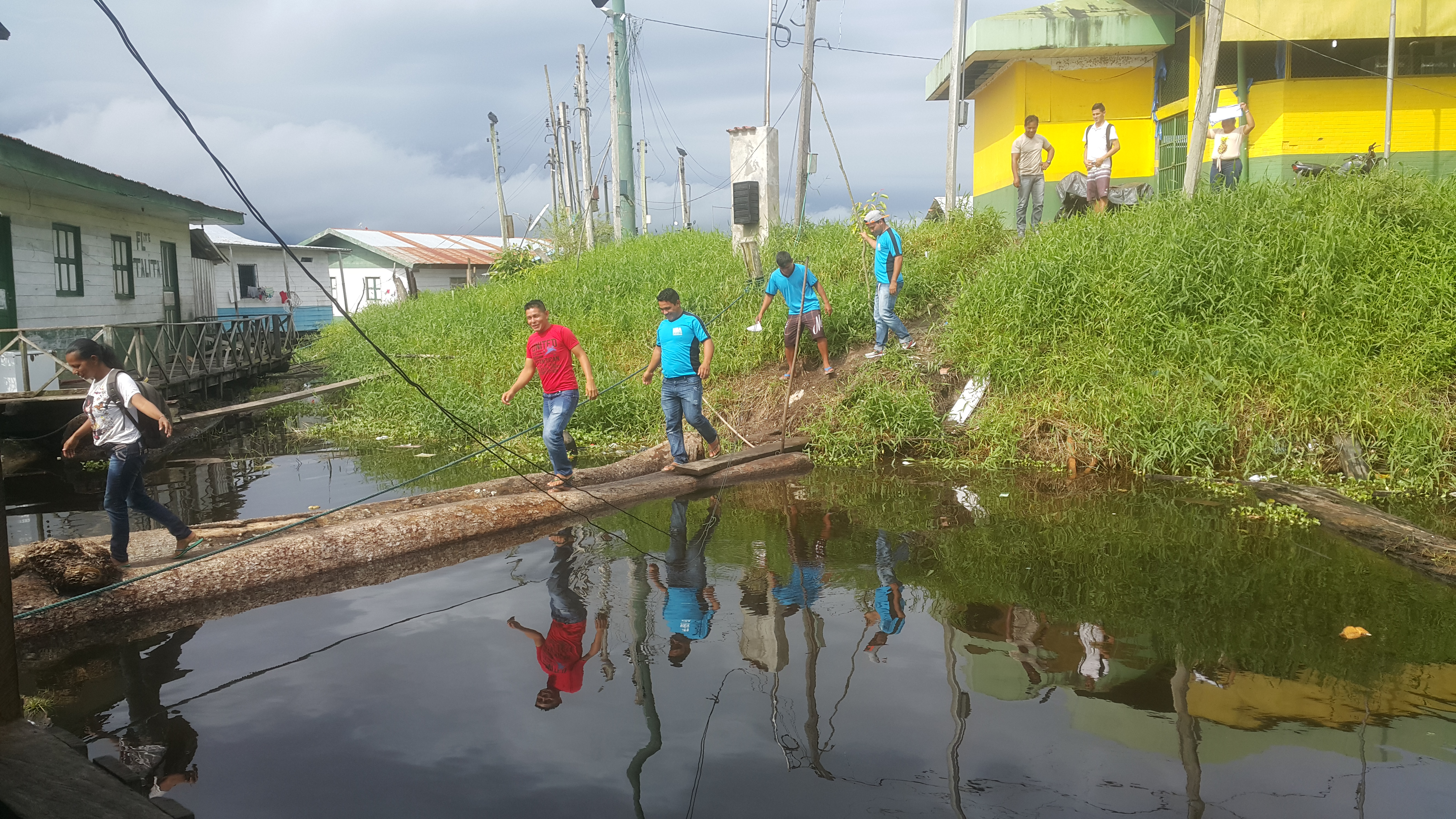
瓦里尼

瓦里尼（葡萄牙語：Uarini）是巴西的城鎮，位於該國北部，由亞馬遜州負責管轄，始建於1981年12月10日，面積10,246平方公里，海拔高度50米，2014年人口12,963，人口密度每平方公里1.27人。